# Гаирбекова, Машидат Гаджиевна
Машидат Гаджиевна Гаирбекова (29 декабря 1927, с. Карата, Ахвахский район, Дагестанская АССР — 22 ноября 2015, Махачкала, Дагестан) — советская и российская аварская поэтесса, народная поэтесса Дагестанской АССР (1969), прозаик и драматург, общественный деятель. Внесла существенный вклад в развитие дагестанской и российской литературы.

## Биография
Начала сочинять стихи в раннем возрасте и уже в школьные годы её считали настоящим поэтом. Машидат писала на аварском и русском языках. 
Окончила Литературный институт имени А. М. Горького. Печатается с 1948. Сборники стихов «Слово горянки» (1952, рус. пер. 1955), «В пути на вершину» (1958, рус. пер. 1960) правдиво и ярко изображают социалистические преобразования в жизни Дагестана. Пламенные строки посвятила Машидат теме защиты мира. Автор поэм «Далёкая сестра» (1954), «Недописанное письмо» (1955), «Белый платок невесты» (1965), «Наказание за преступление» (1967), «Дочь красного партизана» (1968), пьесы «За счастье надо бороться» (1958). Друзья и поклонники её поэзии охарактеризовали Машидат как женщину, которая никогда не сгибалась под тяжестью судьбы, не терпела лицемерия и тщеславия и всегда следовала кодексу чести и достоинства женщины, олицетворяя собой тот тип талантливой, неординарной горянки, которая на протяжении всей жизни сохраняла верность принципам горской «старины» и настоящего узденчества. 
В последние десятилетия  жизни Машидат Гаирбекова писала на исторические темы. Её интересовали личности имама Шамиля, его наибов, мюридов.

## Деятельность
С 1969 по 1975 гг. Машидат Гаджиевна была руководителем Аварского музыкально-драматического театра им. Г. Цадасы.
Состояла в Союзе писателей СССР.
Машидат Гаджиевна ушла из жизни  22 ноября 2015 года на 88-м году жизни.

## Награды
- Орден Трудового Красного Знамени (04.05.1960).
- Орден «Знак Почёта».
- Народная поэтесса Дагестанской АССР (1969).
- Республиканская премия им. С. Стальского.